# 點票
點票（Vote Counting）是指在選舉過程中投票完結後開票的過程，通過點票並根據選舉制度決算出當選者。現時大多數大型選舉仍然是使用人手投票及點票，以防止盜用身分及濫投票等問題。

## 過程
然而，由於點票過程可能出現的爭議，例如對點票員對廢票的理解有偏差等，導致點票結果可能會被受質疑。一些點票爭議包括2000年中華民國總統選舉、2004年中華民國總統選舉（陳水扁在兩次選舉都只能極微的差距獲勝）、2011年香港區議會選舉京士柏選區（親政府派別當選人僅贏7票）以及2018年台北市長選舉等等。
對於結果非常接近的選舉，點票經常會引發爭議。除了人手點票之外，現時亦有自動化點票、電子儀器點票等利用科技的點票方式。人工計數通常精確到百分之一。計算機至少是那麼準確，除非它們有未被發現的錯誤、掃描選票的傳感器損壞、進紙錯誤或黑客攻擊。官員們讓選舉計算機遠離互聯網，以盡量減少黑客攻擊，但製造商卻在互聯網上。他們和他們的年度更新仍然受到黑客攻擊，就像任何計算機一樣。更多的投票機在選舉日的公共場所，通常是前一天晚上，所以它們很容易受到攻擊。
紙質選票和結果的計算機文件會一直存儲到統計完畢，因此它們需要安全存儲，這難度不小。選舉計算機本身會存儲多年，並在每次選舉前進行簡要測試。

## 外部連結
- The Election Technology Library research list - 完整列出在選舉中可能運用的科技點票工具。
- E-Voting information （页面存档备份，存于） from ACE Project（页面存档备份，存于）
- AEI-Brookings Election Reform Project
- 中的“Electronic Voting Systems”
- Voting and Elections by Douglas W. Jones: Thorough articles about the history and problems with Voting Machinery （页面存档备份，存于）
- Selker, Ted Scientific American Magazine Fixing the Vote October 2004
- The Machinery of Democracy: Voting System Security, Accessibility, Usability, and Costfrom Brennan Center for Justice at NYU School of Law（页面存档备份，存于）
- An index of articles on vote counting （页面存档备份，存于）  from the ACE Project（页面存档备份，存于） 指導如何設計及行政管理選舉